# Paul Kray von Krajowa

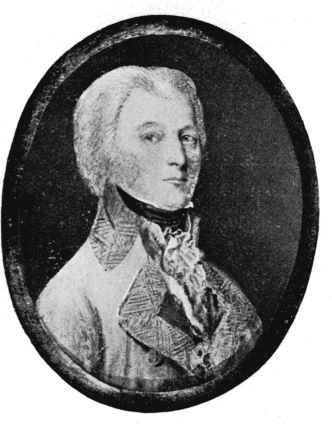
Paul Kray von Krajowa

Paul Freiherr Kray von Krajowa und Topollya (Kežmarok, 5 februari 1735 - Boedapest, 19 januari 1804) was een Oostenrijks/Hongaars generaal.
Kray nam in 1754 dienst in het Oostenrijks leger en werd omdat hij van adel was meteen majoor. In 1784 sloeg hij in Transsylvanië de Horea-opstand neer. In de Turkenoorlog onderscheidde hij zich bij Porcseny en in de Vulkaanpas. In 1790 werd hij generaal-majoor. In 1793 voerde hij het bevel over de voorhoede van het leger in de Nederlanden. In 1796 versloeg hij bij Wetzlar de Fransen onder Jean-Baptiste Kléber. Hij droeg bij aan de overwinningen in de Slag bij Amberg en de Slag bei Würzburg. Hij had minder succes in 1797 in de Slag bij Gießen en voor Frankfurt am Main. In 1799 nam hij het opperbevel over de troepen in Italië, waar hij het Frans leger onder Barthélemy Louis Joseph Schérer versloeg bij Verona, Legnago en Magnano en ook Mantua veroverde.
Kray werd veldmaarschalk en droeg bij aan de overwinningen in de Slag bij Novi en Fossano. In 1800 nam hij in Duitsland het opperbevel over van aartshertog Karel van Oostenrijk-Teschen. Na de nederlaag in de Slag bij Höchstädt in 1800 vluchtte hij richting de Inn. Na de wapenstilstand van Parsdorf op 15 juli verliet hij het leger.
- Bibliothèque nationale de France: cb14956094x (data)
- Gemeinsame Normdatei: 13644783X
- International Standard Name Identifier: 0000 0001 1368 7276
- Library of Congress Control Number: no2011014827
- Nationale Bibliotheek van Polen: a0000003280731
- Système universitaire de documentation: 181518864
- Virtual International Authority File: 40145066468566590278
- WorldCat: E39PBJbWyhVrT6frBWQwVpBkjC